# Norberto Cáceres
Norberto Cáceres Arenas (La Uvita, Boyacá, 31 de octubre de 1952) es un ciclista colombiano actualmente retirado, activo durante los años 1970 y 1980.

## Trayectoria
Fue uno de los ciclistas más destacados de su generación en Colombia. Junto a José Patrocinio Jiménez, fue uno de los que disputó la hegemonía de Rafael Antonio Niño en las competencias ciclísticas de Colombia, destacándose junto a estos dos como los grandes escaladores del ciclismo colombiano de los años 70 y uno de los diez mejores de toda la historia colombiana.
En el año de 1973, fue el mejor novato del Clásico RCN y cuarto en la clasificación general final, lo cual lo llevó a ser seleccionado para representar a Colombia en la Vuelta a Costa Rica, carrera en la cual fue gran protagonista ganando dos etapas y siendo segundo en la clasificación general final.
En 1974 fue campeón de la Vuelta a Cundinamarca, campeón del Clásico RCN y segundo en la Vuelta a Colombia, por lo cual fue seleccionado para participar en el Piccolo Giro de Italia, considerada la carrera aficionada más importante del mundo después del Tour del Porvenir de Francia. Allí fue gran protagonista ganando una etapa, siendo ganador de la montaña y tercero en la clasificación general final.
En 1975 fue gran animador del Cruce de Los Andes en Argentina, ganando una etapa, además de hacer parte del triunfo en la etapa por equipos. En esta carrera fue desviado de la ruta intencionalmente por un juez cuando iba ganando una etapa de montaña lo cual le impidió ser el campeón de la carrera que finalmente fue ganada por su compatriota Gonzalo Marín.
En 1976 ganó por segunda vez la Vuelta a Cundinamarca, fue segundo en el Clásico RCN, el cual perdió por poco con José Patrocinio Jiménez y cuarto en la Vuelta a Colombia, lo cual hizo que fuera seleccionado por Colombia para correr, primero la Carrera Transpeninsular en México, donde ganó una etapa y luego la Vuelta a Costa Rica, de la cual fue campeón ganando dos etapas.
En 1977 ganó la carrera Conquista de los Andes en Venezuela.
En 1978 ganó una etapa y fue campeón de la Vuelta a Chile.
En 1980 se fue a competir por un equipo aficionado de Estados Unidos sin conseguir ninguna figuración importante.
En 1981 ganó una etapa de la Coors Classic en los Estados Unidos, representando a un equipo de ese país, carrera en la que participó nuevamente en 1982. Luego compitió por última vez en la Vuelta a Colombia de ese año, 1982, en un breve regreso que hizo a su país. Se retiró del ciclismo competitivo al final de esa temporada y se radicó en los Estados Unidos.

## Palmarés
-En Colombia-
- Clásico RCN
  - Campeón de la Clasificación General Final en 1974.
- Vuelta a Cundinamarca
  - Campeón de la Clasificación General Final en 1974.
  - Campeón de la Clasificación General Final en 1976.

-En Otros Paises-
- Vuelta a Costa Rica, Costa Rica
  - Campeón de la Clasificación General Final en 1976.
- Vuelta a Chile, Chile
  - Campeón de la Clasificación General Final en 1978.
- Conquista de Los Andes, Venezuela 
  - Campeón en Clasificación General Final en 1977.

## Resultados año por año
1973 
- 1º en Clas.Novatos Clásico RCN, Colombia
- 1º en 6ª etapa Vuelta a Costa Rica, Costa Rica
- 1º en 8ª etapa Vuelta a Costa Rica, Costa Rica
- 2º en Clasificación General Final Vuelta a Costa Rica, Costa Rica

1974
- 1º en 1ª etapa Vuelta a Antioquia, Colombia
- 2º en Clasificación General Final Vuelta a Antioquia, Colombia
- 1º en 4ª etapa Vuelta a Cundinamarca, Colombia
- 1º en Clas.Montaña Vuelta a Cundinamarca, Colombia
- Campeón en Clasificación General Final Vuelta a Cundinamarca, Colombia
- 1º en 2ª etapa Clásico RCN, Colombia
- 1º en Clasificación Montaña Clásico RCN, Colombia
- Campeón en Clasificación General Final Clásico RCN, Colombia
- 1º en Clas.Montaña Vuelta a Colombia, Colombia
- 2º en Clasificación General Final Vuelta a Colombia, Colombia
- 1º en 9ª etapa Piccolo Giro, Italia
- 1º en Clas.Montaña Piccolo Giro, Italia
- 3º en Clasificación General Final Piccolo Giro, Italia

1975
- 1º en 4ª etapa Cruce de Los Andes, Argentina
- 1º en Clas.Puntos Vuelta a Cundinamarca, Colombia
- 2º en Clasificación General Final Vuelta a Cundinamarca, Colombia

1976
- 1º en 6ª etapa Vuelta a Cundinamarca, Colombia
- 1º en Clas.Montaña Vuelta a Cundinamarca, Colombia
- Campeón en Clasificación General Final Vuelta a Cundinamarca, Colombia
- 1º en 11.ª etapa Carrera Transpeninsular, México
- 1º en 3ª etapa Clásico RCN, Colombia
- 2º en Clasificación General Final Clásico RCN, Colombia
- 1º en 2ª etapa Vuelta a Costa Rica, Costa Rica
- 1º en 8ª etapa Vuelta a Costa Rica, Costa Rica
- Campeón en Clasificación General Final Vuelta a Costa Rica, Costa Rica

1977
- Campeón en Clasificación General Final Conquista de Los Andes, Venezuela
- 1º en Clas.Montaña Vuelta a Boyacá, Colombia
- 1º en Clas.Montaña Vuelta a Cundinamarca, Colombia
- 3º en Clasificación General Final Gran Premio de Escaladores, Colombia

1978
- 3º en Clasificación General Final Vuelta a la Sabana, Colombia
- 1º en 5ª etapa Vuelta a Cundinamarca, Colombia
- 1º en 9ª etapa Vuelta a Chile, Chile
- Campeón en Clasificación General Final Vuelta a Chile, Chile

1981
- 1º en 5ª etapa Coors Classic, Estados Unidos

## Equipos
- Aficionados:[17]
  - 1973:  Prodisol
  - 1974:  Ferretería Reina
  - 1975:  Ferretería Reina
  - 1976:  Ferretería Reina
  - 1977:  Lotería de Boyacá
  - 1978:  Ferretería Reina
  - 1979:  Droguería Yaneth
  - 1982:  Leche Sana